# Gremzdel (jezioro)
Gremzdel – jezioro w województwie podlaskim, w powiecie sejneńskim, w gminie Krasnopol, w pobliżu miejscowości: Czarna Buchta i Jeglówek, leżące na terenie Pojezierza Wschodniosuwalskiego.

## Morfologia

### Dane morfometryczne
Powierzchnia zwierciadła wody według różnych źródeł wynosi od 55,0 ha przez 59,3 ha do 64,47 ha.
Zwierciadło wody położone jest na wysokości 142,0 m n.p.m. lub 142,3 m n.p.m. Średnia głębokość jeziora wynosi 3,2 m, natomiast głębokość maksymalna 10,0 m.

### Kształt, linia brzegowa
Kształt jeziora jest wydłużony (wskaźnik wydłużenia – 2,7), oś zbiornika zorientowana jest południkowo. Linia brzegowa o długości 5700m jest dobrze rozwinięta. Maksymalna długość zbiornika wynosi 1875m, szerokość 675m.

### Rzeźba dna
Dno zbiornika jest urozmaicone (wskaźnik głęokościowy 0,37). Ławica przybrzeżna jest szeroka. Konfiguracja dna nie utrudnia stosowania rybackich ciągnionych narzędzi połowowych.

### Typy osadów dennych
W obrębie ławicy przybrzeżnej dno jeziora jest piaszczyste. Poza ławicą przeważają osady organiczne (muł sapropelowy), występują także partie dna mineralnego (piasek).

## Stosunki hydrologiczne
Jezioro jest połączone jest niewielkim ciekiem (rzeka Pawłówka) z jeziorami Bocznel i Jegliniec (jezioro). Jest także okresowo zasilane przez niewielkie dopływy zbierające wody z okolicznych terenów.

## Zlewnia bezpośrednia
W zlewni bezpośredniej dominują łąki i pastwiska. Ponadto otoczenie stanowią także grunty orne oraz tereny leśne.

## Stosunki fizyczne

### Termika
W okresie letniej stagnacji zbiornik nie posiada stratyfikacji termicznej wód. Dno czynne (leżące w zasięgu epilimnionu) stanowi 100% powierzchni zbiornika.

### Tlen
Ze względu na wyrównane temperatury w całym słupie wody podczas stagnacji letniej jezioro charakteryzuje się dobrymi warunkami tlenowymi w całym przekroju pionowym.

### Przeźroczystość wody
Obserwowana w okresie letniej stagnacji przejrzystość wynosi około 1,5m.

## Stosunki chemiczne, trofia, stan czystości wód
Na podstawie wyników badań WIOŚ Białystok z 1992 r. wody jeziora zostały zakwalifikowane do III klasy czystości.

## Roślinność

### Roślinność wynurzona
Gatunkami dominującymi w szuwarze przybrzeżnym są pałki (Typha sp.), tatarak zwyczajny (Acorus calamus) oraz trzcina pospolita (Phragmites australis).

### Roślinność zanurzona
Roślinność zanurzona jest dobrze rozwinięta a jej zasięg sięga do głębokości ok. 3m. Dominują elodeidy – grążel żółty oraz grzybienie białe. Wśród roślin o liściach zanurzonych występują: moczarka kanadyjska, wywłócznik kłosowy, rdestnica przeszyta, rogatek sztywny oraz ramienice. Roślinność zanurzona pokrywa w przybliżeniu 40% powierzchni dna zbiornika.